# Pierre Danican Philidor

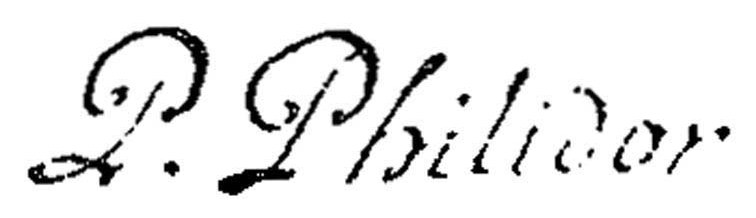
Firma di Pierre Danican Philidor

Pierre Danican Philidor (1681 – 1731) è stato un compositore e gambista francese.

## Biografia
Secondo quanto scritto da Titon du Tillet nel suo Parnasse François:
« Direi di Peter Danican Philidor, che ho appena menzionato, è il primo di un gruppo di oboisti della prima Compagnia dei Moschettieri del re, che Lully fece entrare nell'Orchestra de l'Opéra, e lui era così contento che lo inserì in alcuni dei suoi mottetti, specialmente nel suo Te Deum, dove ha inserito le trombe e tamburi.
Figlio di Jacques Danican Philidor "il giovane" e quindi nipote di André, è stato dal 1697 oboe e violino della Grande Écurie di Luigi XIV, de la Chapelle dal 1704 e venne integrato nei Violons quattro anni dopo. Sembra che abbia vissuto a Parigi in rue Betisy, vicino al barbiere con l'insegna de les trois Roys. Nel 1716, ottenne anche un incarico di gambista a la Chambre du Roi. Sembra abbia composto una pastorale negli anni della sua giovinezza, ma a quanto pare non ha lasciato un'impressione durevole. Egli è meglio conosciuto per le sue sei Suites per due flauti e le sue altre sei superiori e inferiori.

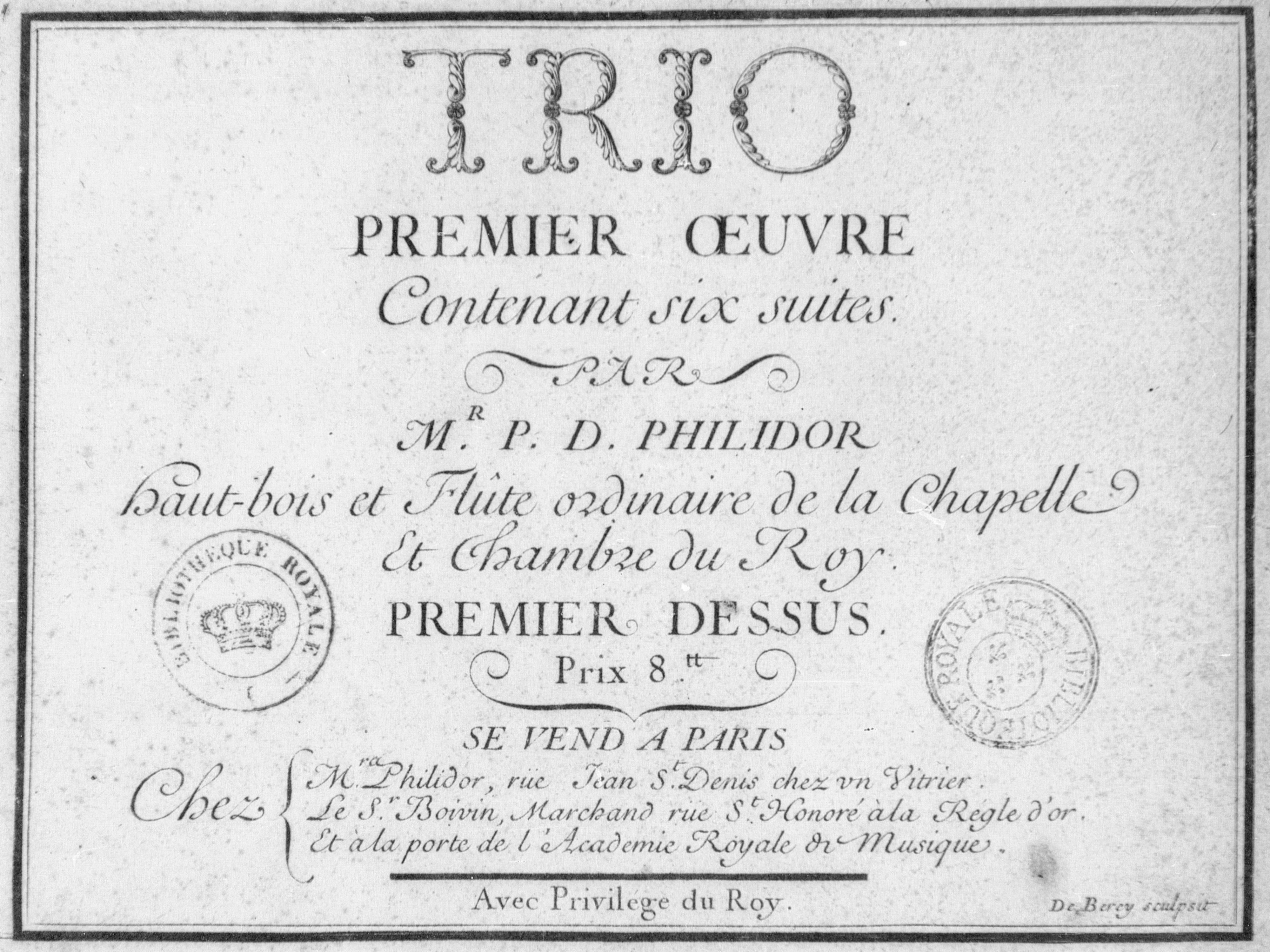
Frontespizio dell'edizione dei trio di Pierre Danican Philidor, Parigi, 1717

I trio del 1717, dedicati al vescovo di Rennes, grand maître de la Chapelle du Roy, sono fra le sue migliori opere. Secondo Mademoiselle de La Guerre, che aveva il privilegio di essere la favorita di Luigi XIV, questa forma era considerata dal monarca come la perfetta rappresentazione del suo gusto dell'arte più pura. Marin Marais aveva appena presentato le sue suite, proprio nel 1692 seguite da vicino dai tre libri di Michel de la Barre (rispettivamente 1694, 1700 e 1707) e quelle di Hotteterre detto "le Romain" nel 1712.

## Opere principali
- 1717 : 3 Suite per due flauti traversi soli con 3 altre suite su e giù per oboe, flauto e violino.
- 1717 : Trio, prima opera, contenente sei suite.
- 1718 : Prima suite per due flauti traversi soli con 3 altre suite su e giù per oboe, flauto e violino, con una riduzione de La Chasse.
- 1718 : 2 suite per due flauti traversi.